# Spettrofluorimetro
Lo spettrofluorimetro è un tipo di fluorimetro in grado di registrare spettri di emissione, facendo una scansione di lunghezze d'onda. Questo è possibile perché, diversamente dai fluorimetri a filtro, lo spettrofluorimetro è dotato di un sistema di selezione/dispersione delle lunghezze d'onda, come ad esempio un monocromatore.
Generalmente negli spettrofluorimetri si usano sorgenti potenti, tra le più diffuse ci sono le lampade ad arco di xeno (circa 150 W).
L'emissione viene generalmente raccolta a 90° rispetto alla luce incidente (right angle), ma è possibile anche fare letture in riflessione (front face).
Con gli spettrofluorimetri è possibile registrare spettri sincroni, nei quali le lunghezze d'onda di emissione ed eccitazione vengono variate simultaneamente mantenendo costante la loro differenza (offset). In questo modo è possibile vedere, per ogni lunghezza d'onda d'eccitazione, che emissione c'è alla lunghezza d'onda λecc+offset.